# Ibrahima Sory Sankhon
Pour les articles homonymes, voir Sankhon.
Ibrahima Sory Sankhon, né le 1er janvier 1996 à Forécariah en Guinée, est un footballeur international guinéen qui joue au poste de milieu défensif.

## Biographie

### En club
il est formé à Atouga Foot avant de rejoindre le Santoba puis transférer à Horoya  en Guinée , il participe à la coupe de la CAF et à la ligue des champions africaine avec le horoya avant d'être transféré en Belgique contre une somme de 200.000euros au saint trond
Avec l'équipe d'Horoya AC, il participe à la Ligue des champions d'Afrique.

### En équipe nationale
Il joue son premier match en équipe de Guinée le 22 juin 2015, contre le Liberia. Il inscrit un but lors de cette rencontre qualificative pour le championnat d'Afrique 2016, avec pour résultat une victoire sur le score de 3-1. Par la suite, en janvier 2016, il participe à la phase finale du championnat d'Afrique des nations. Il inscrit deux buts lors de cette compétition, en phase de groupe contre le Nigeria, puis en demi-finale contre la République démocratique du Congo. La Guinée se classe quatrième de ce tournoi.
Il inscrit ensuite deux autres buts lors des éliminatoires du championnat d'Afrique 2018, contre la Guinée-Bissau et le Sénégal. A nouveau retenu en janvier 2018 pour la phase finale du championnat d'Afrique, il marque un but contre la Mauritanie.

## Palmarès
- Champion de Guinée en 2016, 2017 et 2018 avec l'Horoya AC
- Vainqueur de la Coupe de Guinée en 2016 avec l'Horoya AC
- Finaliste de la Coupe de Guinée en 2017 avec l'Horoya AC
- Vainqueur de la Supercoupe de Guinée en 2016 et 2017 avec l'Horoya AC

## Statistiques

### But en sélection
|    | Date            | Stade                                       | Adversaire | Score | Résultat | Compétition                                             |
| -- | --------------- | ------------------------------------------- | ---------- | ----- | -------- | ------------------------------------------------------- |
| 1. | 22 juin 2015    | Stade omnisports Modibo-Keïta, Bamako, Mali | Liberia    | 3–1   | 3–1      | Qualification du championnat d'Afrique des nations 2016 |
| 2. | 26 janvier 2016 | Stade Umuganda, Gisenyi, Rwanda             | Nigeria    | 1–0   | 1–0      | Championnat d'Afrique des nations 2016                  |
| 3. | 3 février 2016  | Stade Amahoro, Kigali, Rwanda               | RD Congo   | 1–1   | 1–1      | Championnat d'Afrique des nations 2016                  |
| 4. | 22 juillet 2017 | Stade du 28 Septembre, Conakry, Guinée      | Gabon      | 3–0   | 7–0      | Qualification du championnat d'Afrique des nations 2018 |
| 5. | 23 août 2017    | Stade du 28 Septembre, Conakry, Guinée      | Sénégal    | 3–0   | 5–0      | Qualification du championnat d'Afrique des nations 2018 |
| 6. | 20 janvier 2018 | Stade de Marrakech, Marrakech, Maroc        | Mauritanie | 1–0   | 1–0      | Championnat d'Afrique des nations 2018                  |